# Helina graciliapica
Helina graciliapica este o specie de muște din genul Helina, familia Muscidae, descrisă de Xue și Wang în anul 1986. Conform Catalogue of Life specia Helina graciliapica nu are subspecii cunoscute.